# Stade Municipal de Soliman
Stade Municipal de Soliman – stadion piłkarski w Sulajmanie, w Tunezji. Obiekt może pomieścić 3000 widzów. Swoje spotkania rozgrywają na nim piłkarze klubu AS Soliman.